# 德川德松
德川德松（日语：／ Tokugawa Tokumatsu，1679年6月14日—1683年7月22日）是日本德川幕府五代征夷大將軍德川綱吉的長男，母親是小谷正元之女瑞春院（阿傳之方）。他曾掛名上野國館林藩主，本來被做為是綱吉的繼承人，但在1683年時，便以五歲之齡夭折了。他葬在東京都港區芝公園4丁目的增上寺岳蓮社，法名淨德院殿靈嶽崇心大童子。